# Jan Wojtas
Jan Kazimierz Wojtas (* 26. November 1966 in Kamienna Góra) ist ein polnischer Bogenschütze und früherer Biathlet.
Jan Wojtas lebt in Hakbrzych und arbeitet als Techniker. Er begann mit dem Biathlonsport 1984 und startete zunächst für Górnik Wałbrzych, später für Biathlonu Wałbrzych. 1986 nahm er am Holmenkollen in Oslo erstmals an Biathlon-Weltmeisterschaften teil und belegte dort den 75. Platz im Einzel. Daneben nahm er seit Mitte der 1980er Jahre am Biathlon-Weltcup teil. Bei den Weltmeisterschaften 1989 in Feistritz an der Drau belegte Wojtas Platz 40 im Sprint und 69 im Einzel. 1990 in Minsk und 1991 in Lahti waren die Plätze sieben und acht mit der Staffel beste Ergebnisse. In Albertville nahm er erstmals an Olympischen Winterspielen teil. Im Sprint lief der Pole auf den 59. Platz, mit Dariusz Kozłowski, Jan Ziemianin und Krzysztof Sosna wurde er Neunter im Staffelwettbewerb. Auch 1994 nahm er in Lillehammer an den Olympischen Spielen teil und wurde 67. im Einzel und mit Tomasz Sikora, Jan und Wiesław Ziemianin als Schlussläufer Achter. Bei den ersten Biathlon-Europameisterschaften 1994 in Kontiolahti gewann die Staffel in derselben Besetzung hinter der Staffel Russlands die Silbermedaille. Letztes Großereignis wurden die Biathlon-Weltmeisterschaften 1995 in Antholz, wo Wojtas 47. im Sprint und Siebter mit der Staffel wurde. 1997 beendete er seine Biathlon-Karriere.
Eine zweite Karriere begann er in den 2000er Jahren als Compoundbogenschütze. Seit 2014 gehört er dem polnischen Nationalkader an. In Breslau startete er bei der vierten Station des Weltcups und wurde 33. des Einzels und Neunter im Mixed-Wettbewerb. Beim Grand Prix in Marathon, dem Qualifikationsturnier für die Europameisterschaften, gewann er mit der Mannschaft die Bronzemedaille und belegte im Einzel Rang 17. Die Qualifikation für ein Großereignis gelang erst ein Jahr später, als Wojtas bei den Weltmeisterschaften im Bogenschießen in Kopenhagen 57. des Einzelwettbewerbs sowie mit Katarzyna Szalanska 24. im Mixed wurde. Im Juli 2015 belegte er Platz 112 der Weltrangliste.

## Bilanz im Biathlon-Weltcup
Die Tabelle zeigt alle Platzierungen (je nach Austragungsjahr einschließlich Olympische Spiele und Weltmeisterschaften).
- 1.–3. Platz: Anzahl der Podiumsplatzierungen
- Top 10: Anzahl der Platzierungen unter den ersten zehn (einschließlich Podium)
- Punkteränge: Anzahl der Platzierungen innerhalb der Punkteränge (einschließlich Podium und Top 10)
- Starts: Anzahl gelaufener Rennen in der jeweiligen Disziplin

| Platzierung                              | Einzel | Sprint | Verfolgung | Massenstart | Team | Staffel | Gesamt |
| ---------------------------------------- | ------ | ------ | ---------- | ----------- | ---- | ------- | ------ |
| 1. Platz                                 |        |        |            |             |      |         |        |
| 2. Platz                                 |        |        |            |             |      |         |        |
| 3. Platz                                 |        |        |            |             |      |         |        |
| Top 10                                   |        |        |            |             | 1    | 12      | 13     |
| Punkteränge                              |        |        |            |             | 2    | 20      | 22     |
| Starts                                   | 31     | 33     |            |             | 2    | 20      | 86     |
| Stand: Karriereende; Daten unvollständig |        |        |            |             |      |         |        |